# 都築雄二
都築 雄二（、1962年〈昭和37年〉 - ）は、日本の美術監督。愛知県半田市出身。

## 略歴
映画『首都消失』（1987年）の準備段階でアルバイトとして参加し、撮影開始時に正式にスタッフとして起用される。北野武、相米慎二、岩井俊二らの監督作品の美術助手を経て、1996年に篠原哲雄監督『月とキャベツ』で美術監督デビュー。作品のテーマや登場人物の内面性を立体的に具現化し、物語性を感じさせる美術デザインは多くの監督から厚い信頼を得ている。2015年の大根仁監督『 バクマン。』続く、2016年の李相日監督『怒り』において日本アカデミー賞の優秀美術賞を受賞。
映画だけでなく、高田雅博、川西純、永井聡など CMディレクターの美術も数多く手掛ける。なかでも石井克人監督とは映画『PARTY7』（2000年）での出会いから 「富士通FMV/木村拓哉出演」 「SUNTORY196°C ストロングゼロシリーズ/天海祐希出演」など15年以上 映画・CMの美術を手掛ける。 
美術助手時代の初期は特撮作品が多かったが、特撮自体に思い入れはなかったといい、チーフを務めた『ゴジラvsビオランテ』（1989年）の撮影後に同僚の稲付正人から「完璧だった」と評されたため、未練なく特撮の現場を離れられたという。

## 作品

### ネット配信ムービー・ドラマ
- 2024年 地面師たち, Netflix/監督 大根仁
- 2021年 全裸監督2, Netflix/総監督 武正晴/監督 武正晴　後藤孝太郎
- 2019年 リトルレター・ ネスレシアター/ 監督 岩井俊二
- 2015年 ガメラ生誕50周年記念映像「GAMERA」/監督 石井克人[1]

### 映画美術
- 2024年 あのコはだぁれ? /監督 清水崇
- 2023年 ミンナのウタ /監督 清水崇
- 2023年 忌怪島/きかいじま /監督 清水崇
- 2020年 ラストレター /監督 岩井俊二
- 2018年 SUNNY　強い気持ち・強い愛 /監督 大根仁
- 2017年 奥田民生になりたいボーイと出会う男すべて狂わせるガール/監督 大根仁
- 2016年 怒り/監督 李相日
- 2015年 バクマン。/監督 大根仁[1]
- 2014年 ハロー！純一/監督 石井克人 芳岡篤史 川口花乃子
- 2013年 謝罪の王様/監督 水田伸生[1]
- 2012年 宇宙兄弟/監督 森義隆[1]
- 2011年 セイジ　陸の魚/監督 伊勢谷友介
- 2011年 スマグラー おまえの未来を運べ/監督 石井克人
- 2008年 ララピポ/監督 宮野雅之
- 2008年 山のあなた　徳市の恋/監督 石井克人
- 2007年 クローズド・ノート/監督 行定勲
- 2006年 7月24日通りのクリスマス/監督 村上正典
- 2006年 ラフ　ROUGH/監督 大谷健太郎
- 2006年 タイヨウのうた/監督  小泉徳宏
- 2005年 Wool100% /監督 富永まい
- 2005年 大停電の夜に/監督 源孝志
- 2004年 約三十の嘘/監督 大谷健太郎
- 2004年 恋の門/監督 松尾スズキ
- 2004年 深呼吸の必要/監督 篠原哲雄
- 2004年 ホテルビーナス/監督 タカハタ秀太
- 2003年 茶の味/監督 石井克人
- 2002年 月に沈む/監督 行定勲
- 2002年 とらばいゆ/監督 大谷健太郎
- 2001年 女学生の友/ 篠原哲雄監督
- 2000年 PARTY7/監督 石井克人
- 2000年 はつ恋/監督 篠原哲雄
- 1999年 trancemisson/監督 高橋栄樹
- 1998年 BEAT/監督 宮本亜門
- 1998年 四月物語/監督 岩井俊二
- 1997年 OPEN HOUSE/監督 行定勲
- 1997年 私たちが好きだったこと/監督 松岡錠司
- 1996年 月とキャベツ /監督 篠原哲雄[1]
- 1989年 ゴジラvsビオランテ - 美術助手（チーフ）[1]
- 1989年 ガンヘッド[1]
- 1987年 首都消失[1]
- 1987年 竹取物語[1]

### テレビ
- 2013年 世にも奇妙な物語 秋の特別編「水を預かる。」/演出 石井克人
- 2012年 東野圭吾ミステリーズ「第6話シャドーがいっぱい」/演出 石井克人
- 2012年 Friend-Ship Project～タクのタクシー/演出 川西純
- 2009年 NHKスペシャルドラマ「白洲次郎　全３回」/演出 大友啓史/ 第64回文化庁芸術祭優秀賞、アジア・テレビジョン・アワード2009シリーズドラマ部門審査員奨励賞
- 2001年 SMAP×SMAP特別編/SMAP Short Films「MUSIC POWER GO!GO!ダモン君の巻」/演出 石井克人
- 2001年 世にも奇妙な物語　SMAP特別編「BLACK ROOM」/演出 石井克人

### CM
- 2024年 芝浦機械株式会社「ALL WAYS芝浦マシーン」/阿部寛 中島歩  出演
- 2023年 OPEN HOUSE/木村拓哉  出演
- 2021年 - 2023年 「タウンワーク」シリーズ/木村拓哉 芦田愛菜 出演
- 2019年 ネスレシアター「リトルレター」KITKAT×映画「ラストレター」コラボ CM/森七菜 出演
- 2019年 カルピスブランド100周年/長澤まさみ 永野芽郁 竹野内豊 出演
- 2019年 - 2011年 サントリー「‐196°Cストロングゼロ」シリーズ/天海祐希 出演[3]
- 2018年 日本郵政「会うを超える。」篇/平田満 出演
- 2017年 - 2014年 トヨタ「TOYOTOWN」シリーズ/堺雅人 満島ひかり 阿部寛 出演
- 2016年 - 2014年 PASCO「超熟パン」シリーズ/深津絵里 出演
- 2016年 サッポロ生ビール黒ラベル「大人エレベーター」/妻夫木聡 古田新太 出演
- 2015年 東京ガス 家族の絆「おてつだい券」篇/安藤サクラ 出演
- 2014年 日清食品 カップヌードル SURVIVE!「グローバリゼーション」篇
- 2013年 セブン＆アイ「夏ギフト激論」篇「冬ギフト」篇 /SMAP 出演
- 2012年 サントリーBOSSの頂点 season1.season2/松たか子 松本幸四郎 出演
- 2012年 サントリーBOSS 20周年 超「20年かかって」篇/北大路欣也 樋口可南子 出演
- 2011年 サントリーのんある気分「のんある列車に乗って」篇「地中海レモン」篇/柴咲コウ 出演
- 2010年 静岡放送 地デジCM
- 2010年 - 2009年 サントリーBOSS 贅沢微糖シリーズ/伊藤淳史 出演
- 2007年 NTTドコモ2.0「基本料金いきなり半分」篇/浅野忠信 瑛太 我修院達也 出演
- 2002年 KIRIN SUPERFIRE.ストーンウォッシュ「待つ男」篇/木村拓哉 出演
- 2001年 - 2002年 KDDI DIONシリーズ/永瀬正敏 出演
- 2001年 - 2002年 SKYPerfect-TVシリーズ/中居正広 出演
- 2001年 富士写真フイルム FinePix50i「いつも一緒にいること」篇「いつか思い出すこと」篇
- 2001年 - 2010年 富士通FMVシリーズ/木村拓哉 岸部一徳 出演